# Zeke Bratkowski
Edmund Raymond Bratkowski, detto Zeke (Danville, 20 ottobre 1931 – Santa Rosa Beach, 11 novembre 2019), è stato un giocatore di football americano e allenatore di football americano statunitense che ha giocato nel ruolo di quarterback per quattordici stagioni nella National Football League (NFL). Al college giocò a football all’Università della Georgia venendo premiato come All-American.

## Carriera professionistica
Bratkowski fu scelto dai Chicago Bears nel corso del secondo giro del Draft NFL 1953 e con essi rimase per 5 stagioni. Successivamente passò ai Los Angeles Rams per tre anni prima di firmare coi Green Bay Packers di Vince Lombardi per fungere da riserva al grande Bart Starr. Durante i suoi anni a Green Bay fu nominato "Uncle Zekie" (zio Zekie). Divenne il sostituto ideale e talvolta partì come titolare nell'era dei campionati vinti da Lombardi.
Nella finale della Western Division contro i Baltimore Colts del 1965, Bratkowski sostituì l'infortunato Bart Starr e guidò i Packers alla vittoria per 13-10, coi Packers che quell'anno vinsero il titolo battendo in finale i Cleveland Browns il 2 gennaio 1966.
Dopo la sua carriera da giocatore, Zeke fu assistente allenatore dei Packers nei periodi 1969-'70 e 1975-'81. Allenò anche Browns, Rams, Jets e Eagles, ritirandosi nel 1996.

## Palmarès

### Franchigia
- Campionati NFL : 1

Green Bay Packers: 1965
- Super Bowl : 2

Green Bay Packers: I, II

### Individuale
- Green Bay Packers Hall of Fame